# Metopilio niger
Espèce
Metopilio niger est une espèce d'opilions eupnois de la famille des Globipedidae.

## Distribution
Cette espèce est endémique du Morelos au Mexique. Elle se rencontre vers Cuernavaca.

## Description
Le mâle holotype mesure 3,4 mm.

## Systématique et taxinomie
Cette espèce a été décrite par Goodnight et Goodnight en 1942.

## Publication originale
- Goodnight & Goodnight, 1942 : « Phalangida from Mexico. » American Museum Novitates, no 1211, p. 1–18 (texte intégral).